# Refahiye
Refahiye (kurdisch Gercan, armenisch Կերճանիս Gercanis) ist eine Stadt und zugleich Verwaltungszentrum des gleichnamigen Landkreises in der türkischen Provinz Erzincan und liegt 76 Straßenkilometer (etwa 50 km Luftlinie) westlich der Provinzhauptstadt Erzincan. Die kurdische Namensform Gercan ist vom ursprünglich armenischen Ortsnamen abgeleitet. Die Stadt hieß früher Gercanis und wurde 1940 und 1993 durch Erdbeben beschädigt. Der Ort wurde 1884 zur Gemeinde (Belediye) erhoben.

## Landkreis
Der Landkreis grenzt im Süden an die Kreise Kemah und İliç sowie im Osten an den zentralen Landkreis (Merkez) Erzincan. Grenzen zur Provinz Sivas (3 Kreise) hat er im Westen und Nordwesten, im Norden zur Provinz Giresun (Kreis Çamoluk) und im Nordosten zur Provinz Gümüşhane (Kreis Şiran). Der Landkreis hat mit 6,3 Einwohnern je Quadratkilometern die drittniedrigste und damit eine sehr niedrige Bevölkerungsdichte – wie die Mehrzahl der Kreise im Osten und Westen der Provinz (Provinzdurchschnitt: 19,8 Einwohner je km²).
Der Kreis ist bekannt wegen seiner Pinienwälder im Westen und Berge im Osten. Im Dumanlı Plateau steigen sie bis auf 2000 m auf: Kızıldağ (2190 m) und Sakaltutan (2160 m). Das vorherrschende ostanatolische Kontinentalklima ist wegen der Höhe rau mit kurzen und kühlen Sommern und sehr kalten Wintern.
Der Landkreis Refahiye ist mit einer Fläche von 1808 km² der zweitgrößte der Provinz. Ende 2020 lag Refahiye mit 11.469 Einwohnern auf dem 4. Platz der bevölkerungsreichsten Landkreise in der Provinz Erzincan. Neben der Kreisstadt (2020: 39,58 % der Landkreisbevölkerung) besteht der Kreis  noch aus 121 Dörfern (Köy) mit durchschnittlich 57 Bewohnern. Yurtbaşı ist mit 326 Einwohnern das größte Dorf.

## Persönlichkeiten
- Binali Yıldırım (* 1955), Schiffbauingenieur und Politiker der AKP
- Serkan Bayram (* 1974), Politiker und Jurist
- Oğuzhan Koç (* 1985), Popmusiker